# Голдовичі
Голдо́вичі — село в Україні, у Ходорівській міській територіальній громаді Стрийського району Львівської області. Населення — 75 осіб (2025).

## Історія
У джерелах також «Голодовичі» чи «Голтовичі». Село засноване у 16 ст., у минулому належало до Бібрського повіту, віддалене на 16 км на південь від Бібрки, над річкою Луг і верхніми ставами в Лучанах.
У податковому реєстрі 1515 року в селі документується 2 лани (близько 50 га) оброблюваної землі та ще 2 лани тимчасово вільної.
У 1882 р. панський двір мав 141, селянські — 382 австрійських моргів. Населення було 243 особи, у тому числі 2 римо-католики, що належали до парафії у віддаленому на 12,3 км на південь Ходорові, решта — греко-католики, що мали свою церкву в селі, яка належала до Ходорівського деканату Львівської дієцезії і обіймала з філіями в Юшківцях і Лучанах разом 762 парафіяни. Також у Ходорові були повітовий суд, нотаріальна контора, пошта і телеграф, залізнична станція Львівсько-Чернівецької залізниці.

## Політика

### Парламентські вибори, 2019
На позачергових парламентських виборах 2019 року у селі функціонувала окрема виборча дільниця № 460324, розташована у приміщенні магазину.
Результати
- зареєстровано 64 виборці, явка 62,50 %, найбільше голосів віддано за Всеукраїнське об'єднання «Батьківщина» — 30,00 %, за Європейську Солідарність — 20,00 %, за «Слугу народу» і «Голос» — по 15,00 %.[5] В одномандатному окрузі найбільше голосів отримав Андрій Кіт (самовисування) — 47,50 %, за Андрія Гергерта (Всеукраїнське об'єднання «Свобода») — 20,00 %, за Олега Канівця (Громадянська позиція) — 10,00 %[6].

## Пам'ятки
- Церква Різдва Пресвятої Богородиці;
- Одношарове поселення[d] (період Київської Русі (IX—XIII ст.));
- Багатошарове поселення[d] (доба мезоліту та неоліту, давньоруський час (X—XIII ст.) і період пізнього середньовіччя (XVI—XVII ст.));
- Одношарове поселення[d] (слов'янський час (IX—X ст.) і період давньої Русі (XI—XIII ст.));